# Арист, Леонид Михайлович
Леонид Михайлович Арист (11 мая 1927, Днепропетровск — 2008) — советский и украинский учёный и изобретатель. Доктор философии в отрасли технических наук (2006). Заслуженный изобретатель УССР (1985). Лауреат премий им. Семинского, им. Стародубова.
Окончил Днепропетровский металлургический институт (1950).
Кандидат технических наук (1970), диссертация «Разработка, совершенствование и исследование некоторых видов агломерационного и доменного оборудования» (науч. рук-ль В. М. Гребеник).
Окончил Центральный институт повышения квалификации руководящих работников и специалистов народного хозяйства в области патентной работы (1975). Член Академии строительных наук Украины (2004).
В Днепропетровске на доме (ул. Ленина, д. 4а), где жил Леонид Арист, установлена мемориальная доска.